# Tropidoscincus variabilis
Espèce
Synonymes
- Tropidolopisma variabilis Bavay, 1869
- Leiolopisma variabile (Bavay, 1869)
- Lygosoma roehssii Andersson, 1908
- Tropidoscincus roehssii (Andersson, 1908)

Statut de conservation UICN

 LC  : Préoccupation mineure
Tropidoscincus variabilis est une espèce de sauriens de la famille des Scincidae.

## Répartition

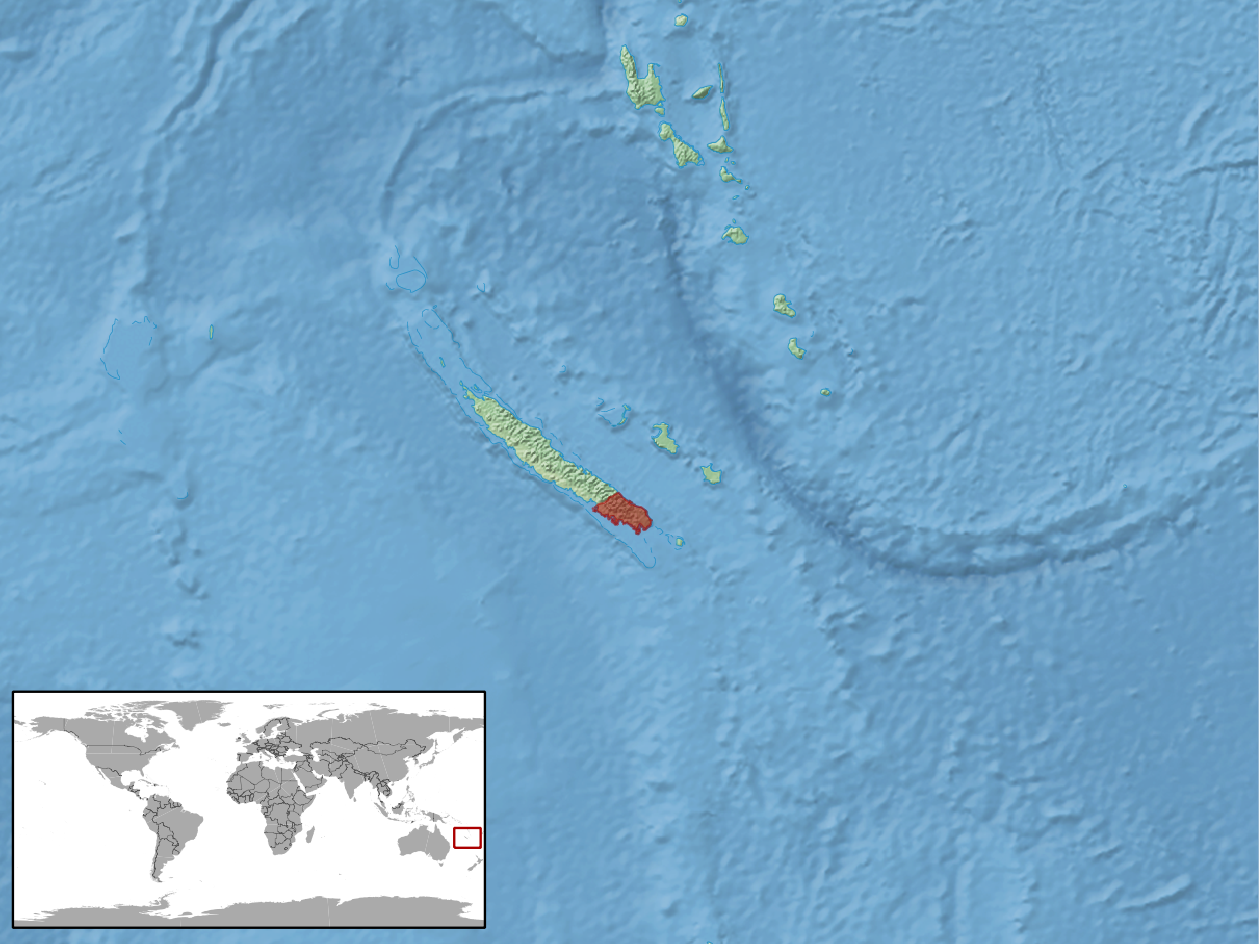
Répartition de l'espèce.

Cette espèce est endémique de Nouvelle-Calédonie.

## Publication originale
- Bavay, 1869 : Catalogue des Reptiles de las Nouvelle-Calédonie et description d'espèces nouvelles. Mémoires Société linnéenne de Normandie, vol. 15, p. 1-37.